# Markelose Berg
De Markelose Berg of Markelerberg is een heuvel gelegen in de gemeente Hof van Twente in de Nederlandse provincie Overijssel. De top van de stuwwal ligt op 40,1 meter hoogte. De berg is gevormd door opstuwing door gletsjerijs ten tijde van het Saalien. De heuvel, die voor het grootste deel met bos begroeid is, ligt ten zuidwesten van Markelo. Boven op de top van de heuvel staat het Provinciaal verzetsmonument Overijssel 1940-1945.
De Markelose Berg werd in 1365 reeds in een landbrief van bisschop Jan van Virnenburg beschreven als Marckeberghe.

## Geschiedenis

### Hulde doen op de Markelose Berg
Op de Markelose Berg werd hulde gedaan aan de landsheer van dit gebied. In dit geval de bisschop van Utrecht.
Jan van Virnenburg: 19 mei 1365: Item wanneer wi hoelpe hebben willen van mannen ende van Dienstmannen, daer siin wi sculdich umme to riden to Markeberghe, ende kundighen mannen ende Dienstmannen ende dien lande onse noet, ende zo zullen sy ons onvertrecket helpen op onse vyande, op onse gewiin ende op onse verlues, ende weriit dat sy ghebrecte hadden an ons oft an de onsen, dat siin wi dan sculdich weder to verrichtene mannen ende Dienstmannen, ende den lande to Markeberghe, na des landesrechte, En item wanneer eyn nye Biscop comt in dat Stichte van Utrecht, so is he sculdich to ridene to Markeberghe, dat wi ghedaen hebben, daer zal hem man ende Dienstman ende dat lant van Twenthe hulden, daer is he sculdich malke to beleenen hoer gued zonder oern scaden.
In Goeds namen Amen. Wy Johan van Viernenborch bider ghenade Goeds Bisscop Utrecht maken cont allen luden / die desen brief zullen zien of horen lesen ende betughen openbaer / dat wy Ryddere / Knapen / Manne / ende Dienstmanne ende onse ghemeyne lant van Ywenthe ghevunden hebben in alsodaen Rechte ende vryheit als hiir nae ghescreven is. Int iirste daer men ons ende onsen ghestichte van Utrecht gheweelde doet dat is sculdich to kerene ende to helpene / Man ende Dienstman / op onse cost op onse, op onse gewiin ende op onse verlues ende des zoele wi hem een gued hoveth ere wesen.